# Chaim Żytłowski
Chaim Żytłowski (ur. 19 kwietnia 1865 w Uszaczu, zm. 6 maja 1943 w Calgary) – żydowski pisarz, filozof, publicysta i polityk socjalistyczny pochodzący z Białorusi.

## Życiorys
W młodości działał w rosyjskim ruchu socjalistycznym. Od 1886 roku badał historię Żydów, w związku z pronowanym przez niego poglądem, że źródłem nieszczęść Żydów są noszone przez nich idee historyczne, został przez Szymona Dubnowa uznany za heretyka i antysemitę. Działał w rosyjskiej partii eserowców, pod koniec XIX wieku zbliżył się jednak do Bundu. 
Od 1888 roku przebywał na emigracji w Niemczech, gdzie studiował na Uniwersytecie Berlińskim, został jednak następnie zmuszony do opuszczenia Niemiec i przeniósł się do Szwajcarii. W 1892 roku uzyskał doktorat z filozofii na Unwiersytecie w Bernie. Po rewolucji 1905 roku na krótko powrócił do Rosji. W 1908 roku zamieszkał w Nowym Jorku. Opowiadał się za kulturą żydowską w języku jidysz, w 1908 roku był jednym z przewodniczących konferencji w Czerniowcach. Był wydawcą jidyszowego czasopisma „Dos Naje Łebn” (od 1922 roku wraz z Szmuelem Nigerem). Był także współpracownikiem YIVO.
Pod koniec życia zaangażował się w działalność organizacji komunistycznych.
Jego bratem był białoruski działacz społeczny, Samuel Żytłowski.